# Bisbat de Bruges
El bisbat de Bruges (flamenc: Bisdom Brugge, francès: Diocèse de Bruges, llatí: Dioecesis Brugensis) és una seu de l'Església Catòlica a Bèlgica, sufragània de l'arquebisbat de Malines-Brussel·les. Al 2012 tenia 960.000 batejats sobre una població de 1.173.440 habitants. Actualment està regida pel bisbe Lodewijk Aerts.

## Territori
La diòcesi comprèn la província de Flandes Occidental.
La seu episcopal és la ciutat de Bruges, on es troba la catedral de Sant Salvador. Al territori diocesà es troben també tres basíliques menors la basílica de la Santa Sang a Bruges, Nostra Senyora de Dadizele a Moorslede i Sant Andreu a Bruges.
El territori s'estén sobre 3.145 km², i està dividit en 362 parròquies, agrupades en 19 decanats.

## Història
La diòcesi de Bruges fou creada el 12 de maig de l'any 1559 pel papa Pau IV mitjançant la butlla Super universas, prenent el territori del bisbat de Tournai. El seu territori comprenia parts del comtat de Flandes.
Després del Concordat del 15 de juliol de 1801 entre Napoleó i l'església catòlica, la seu episcopal va ser suprimida en virtut de la butlla Qui Christi Domini del Papa Pius VII del 29 de novembre de 1801, i el territori va afegir-se al bisbat de Gant.
Al 27 de maig de 1834, el papa Gregori XVI va restituir la diòcesi mitjançant la butlla Romanae Ecclesiae, del qual el territori correspon a la província de Flandes Occidental. Després de la fixació de la frontera lingüística belga del 1963 els cantons de Comines-Warneton i de Mouscron van passar al bisbat de Tournai uns anys després.

## Cronologia episcopal
- Petrus Curtius (Petrus De Corte) † (10 de març de 1561 - 16 d'octubre de 1567 mort)
- Remigius Driutius (Remi Drieux) † (16 de setembre de 1569 - 12 de maig de 1594 mort)
- Matthias Lambrecht † (20 de desembre de 1595 - 1 de juny de 1602 mort)
- Karel-Filips De Rodoan † (26 de maig de 1603 - 7 de juliol de 1616 mort)
- Anthonius Triest † (3 d'abril de 1617 - 25 d'octubre de 1621 nomenat bisbe de Gant)
- Denis Stoffels † (8 d'agost de 1622 - 6 de juliol de 1629 mort)
- Servaas de Quinckere † (18 de març de 1630 - 13 de març de 1639 mort)
- Nicolaas de Haudion † (16 de setembre de 1641 - 24 de setembre de 1649 mort)
- Carolus Van den Bosch † (17 d'abril de 1650 - 15 de març de 1660 nomenat bisbe de Gant)
- Robert de Haynin † (19 de desembre de 1661 - 10 de desembre de 1668 mort)
- François de Baillencourt † (18 de març de 1671 - 3 de novembre de 1681 mort)
- Humbertus Guilielmus de Precipiano † (7 de desembre de 1682 - 8 de maig de 1690 nomenat arquebisbe de Malines)
- Guilielmus (Willem) Bassery † (13 de novembre de 1690 - 18 de juny de 1706 mort)
  - Sede vacante (1706-1715)
- Hendrik Jozef van Susteren † (16 de desembre de 1715 - 24 de febrer de 1742 mort)
- Jean-Baptiste de Castillon † (20 de maig de 1743 - 26 de juny de 1753 mort)
- Joannes-Robertus Caimo † (1 d'abril de 1754 - 22 de desembre de 1775 mort)
- Felix Brenart † (12 de maig de 1777 - 26 d'octubre de 1794 mort)
  - Sede vacante (1794-1801)
  - Sede soppressa (1801-1834)
- François-René Boussen † (23 de juny de 1834 - 1 d'octubre de 1848 mort)
- Jean-Baptiste Malou † (11 de desembre de 1848 - 23 de març de 1864 mort)
- Johan Joseph Faict † (22 de setembre de 1864 - 4 de gener de 1894 mort)
- Pieter De Brabandere † (18 de maig de 1894 - 31 de març de 1895 mort)
- Gustave Joseph Waffelaert † (28 de juny de 1895 - 18 de desembre de 1931 mort)
- Henricus Lamiroy † (18 de desembre de 1931 - 10 de maig de 1952 mort)
- Emiel-Jozef De Smedt † (31 de juliol de 1952 - 15 de desembre de 1984 jubilat)
- Roger Joseph Vangheluwe (15 de desembre de 1984 - 23 d'abril de 2010 renuncià[1])
- Jozef De Kesel (25 de juny de 2010 - 6 de novembre de 2015 nomenat arquebisbe de Malines-Brussel·les)
- Lodewijk Aerts, des del 5 d'octubre de 2016

## Estadístiques
A finals del 2012, la diòcesi tenia 960.000 batejats sobre una població de 1.173.440 persones, equivalent al 81,8% del total.
| any  | població  | població  | població | sacerdots | sacerdots       | sacerdots       | sacerdots             | diaques | religiosos | religiosos | parròquies |
| ---- | --------- | --------- | -------- | --------- | --------------- | --------------- | --------------------- | ------- | ---------- | ---------- | ---------- |
| any  | batejats  | total     | %        | total     | clergat secular | clergat regular | batejats por sacerdot | diaques | homes      | dones      |            |
| 1950 | 1.003.500 | 1.006.357 | 99,7     | 1.840     | 1.394           | 446             | 545                   |         | 1.017      | 8.050      | 345        |
| 1959 | 1.015.675 | 1.044.451 | 97,2     | 1.937     | 1.532           | 405             | 524                   |         | 1.009      | 8.620      | 376        |
| 1969 | 1.030.000 | 1.042.586 | 98,8     | 1.769     | 1.339           | 430             | 582                   |         | 810        | 7.000      | 365        |
| 1980 | 1.054.000 | 1.078.237 | 97,8     | 1.542     | 1.172           | 370             | 683                   | 16      | 648        | 5.492      | 367        |
| 1990 | 1.030.000 | 1.098.271 | 93,8     | 1.390     | 1.028           | 362             | 741                   | 49      | 613        | 4.258      | 367        |
| 1999 | 1.050.000 | 1.125.140 | 93,3     | 1.218     | 889             | 329             | 862                   | 67      | 492        | 3.324      | 366        |
| 2000 | 1.050.000 | 1.127.091 | 93,2     | 1.158     | 832             | 326             | 906                   | 64      | 482        | 3.236      | 366        |
| 2001 | 1.045.000 | 1.128.774 | 92,6     | 1.132     | 807             | 325             | 923                   | 69      | 479        | 3.131      | 366        |
| 2002 | 1.040.000 | 1.130.040 | 92,0     | 1.089     | 767             | 322             | 955                   | 82      | 440        | 3.025      | 365        |
| 2003 | 1.035.000 | 1.132.275 | 91,4     | 1.073     | 774             | 299             | 964                   | 72      | 442        | 2.920      | 365        |
| 2004 | 1.025.000 | 1.133.931 | 90,4     | 1.062     | 760             | 302             | 965                   | 75      | 436        | 2.804      | 364        |
| 2006 | 1.010.000 | 1.138.503 | 88,7     | 940       | 669             | 271             | 1.074                 | 79      | 340        | 2.617      | 363        |
| 2012 | 960.000   | 1.173.440 | 81,8     | 786       | 561             | 225             | 1.221                 | 88      | 323        | 1.919      | 362        |

## Note
1. ↑  El bisbe Roger Joseph Vangheluwe renuncià després de la confessió pública d'actes de pedofília.Dimiteix el bisbe de Bruges: «He abusat d'un jove», La Repubblica del 23 d'abril de 2010.